# Велика Британія на зимових Олімпійських іграх 1932
Великобританію на Зимових Олімпійських ігор 1932 що проходило у Лейк-Плесіді, США представляло 4 спортсменок з фігурного катання. Вони не здобули жодної медалі.
На цих олімпійських іграх Сесілії Коледж було 11 років і 73 дні, вона залишається наймолодшою людиною, яка коли-небудь брала участь у зимових Олімпійських іграх.

## Результати виступу

### Фігурне катання
| Атлетка        | Дисципліна         | CF | FS | Місце | Бали   | Фінальний результат |
| -------------- | ------------------ | -- | -- | ----- | ------ | ------------------- |
| Джоан Дікс     | Одиночні змагання  | 11 | 11 | 75    | 1833.6 | 10                  |
| Моллі Філіппс  | Одиночні змагання  | 9  | 9  | 63    | 1864.7 | 9                   |
| Сесілія Коледж | Одиночні змагання  | 8  | 10 | 64    | 1851.6 | 8                   |
| Меган Тейлор   | Поодинокі змагання | 7  | 7  | 55    | 1911.8 | 7                   |